# 裴行俭
裴行俭（619年—682年6月9日），字守约，绛州闻喜县（今山西闻喜东北）人。唐高宗时名臣。裴仁基之子。著有《选谱》十卷，以及《草字杂体》，今均佚。

## 簡介
裴行俭出自河东裴氏定著五房之一的中眷裴，曾祖裴伯凤，北周骠骑大将军、汾州刺史、琅琊郡公。祖父裴定高，冯翊郡太守、袭封琅琊公。父裴仁基，隋左光禄大夫，唐武德年间赠原州都督，谥号忠。兄裴行俨，隋末猛将。后来裴仁基、裴行俨被王世充所杀，其后裴行俭才出生。
裴行俭幼年时以门荫补弘文生。貞觀中举明经，拜左屯卫仓曹参军。名将苏定方看重裴行俭，教授他用兵奇术。显庆二年（657年）为长安令。高宗废王皇后，立武昭仪（武则天），裴行俭私下和长孙无忌、褚遂良议论，被谮，贬为西州长史。麟德二年（665年）拜安西大都护，在西域时，诸部多慕义归附。乾封元年（666年），召为司文（鸿胪）少卿。总章二年（669年），迁司列少常伯（吏部侍郎），与李敬玄、马载同掌选事十余年，甚有能名，时称“裴、李”、“裴、马”。当时承平日久，取得各种资格上吏部候选为官的人剧增，裴行俭和李敬玄委任员外郎张仁祎创立一些法规，使选任官职有一定的条例可循，为后来所承用。
裴行俭少时从大将军苏定方学习兵法，后来领兵出征，善于料敌决胜。他诚恳待人，获得士兵爱戴，故战多取胜。调露元年（679年）西突厥十姓可汗阿史那都支与李遮匐反叛，侵逼安西（今新疆库车）。当时裴行俭受命册送波斯王子泥涅师归国，途经西州时，募得万骑，假为畋猎，以计俘都支，将吏于碎叶城为他立碑纪功。由于他“文武兼资”，高宗特授礼部尚书，兼检校右卫大将军。同年，东突厥阿史德温傅、阿史那伏念反叛，裴行俭以定襄道行军大总管统兵三十万出击。开耀元年（681年），以反间计逼阿史那伏念执阿史德温傅来降，余众悉平。永淳元年（682年）四月，裴行俭病卒，年六十四岁。追赠幽州都督，谥号宪。少子裴光庭，开元年间为侍中，玄宗追赠裴行俭为太尉。
裴行俭善于识拔人才，张知运、薛讷、阎敬容、甘元柬、裴思谅、王智方、吕休璟、刘玄意等人都曾在他帐下为裨将，在军中提拔的将领如程务挺、张虔勗、王方翼、崔智辩、党金毗、郭待封、刘敬同、李多祚、黑齿常之等，都成为一代名将。
裴行俭任吏部侍郎期间，见到初唐四傑：骆宾王、卢照邻、王勃、杨炯，评价道：「炯虽有才名，不过令长，其馀华而不实，鲜克令终。」见到苏味道、王勮，赞叹道：「十数年后，当居衡石（宰相）。」他所著的军营行阵、部众、料敌等四十六诀兵书，被武则天秘藏为宝。有文集二十卷、《选谱》十卷、造草字数千文。

## 子孙
裴行俭有两个夫人，元夫人河南陆氏是兵部侍郎陆爽之女。陆氏死后，继室华阳夫人库狄氏，武后临朝时，被召入宫中，拜为御正，开元年间加封晋国夫人。卢向前《唐代名将裴行俭结姻之分析》指库狄氏为裴贞隐遗孀，守寡后又嫁裴行俭。

### 子
- 长子裴贞隐，早卒
- 次子裴延休，并州文水县令
- 三子裴庆远，协律郎
- 季子裴光庭，开元晚期侍中兼吏部尚书

### 女
- 一女嫁苏味道
- 一女嫁王勮

### 孙
- 裴趍玄（父裴贞隐），申、汾二州刺史
- 裴义玄（父裴贞隐）
- 裴悟玄（父裴贞隐）
- 裴稹（父裴光庭），祠部员外郎

### 曾孙
- 裴广迪（父裴趍玄），登封县尉

## 历代评价
- 苏定方：“吾用兵，世无可教者，今子也贤。”
- 李治：“行俭提孤军，深入万里，兵不血刃而叛党擒夷，可谓文武兼备矣，其兼授二职。”
- 张说：“公志坚虑精，神勇识澈，艺必讨本，学皆睹奥。又善测候云物，推步气象，鬼无遯谋，灵不藏用。著文集二十卷，造草字数千文，皆宝传人间。以为代法。又撰《选谱》十卷，又为军营行阵、部众、料敌等四十六诀，大圣天后令秘书监武承嗣就家取进，以为秘术。”[3]

## 影視形象
- 2021年电视剧《風起霓裳》许魏洲飾

## 纪念
《赠太尉裴公神道碑》，张说撰文。
1. 1 2  . ctext.org.   [2025-03-22] （中文（中国大陆））.
2. 1 2  . www.sxycrb.com.   [2025-03-22].
3. 1 2 3  . news.lyd.com.cn.   [2025-03-22].